# Termopantanal
A UTE Termopantanal Brasil foi concebida para ser implantada na cidade de Corumbá (Mato Grosso do Sul). Terá uma capacidade instalada inicial de 43,5 MW para geração com turbina a gás em ciclo simples e será interligada ao sistema elétrico existente, na subestação da distribuidora local, através de uma linha de transmissão de 138 kV distante, aproximadamente, de 1,5 km. O combustível previsto no projeto será o gás natural proveniente da Bolívia.
A usina será constituída, basicamente, de: 1 (uma) turbina a gás do tipo LM 6000 DLE (Dry Low Emission) da GE; 1 (um) conjunto de 7 (sete) chillers do tipo sêco e seus sistemas auxiliares; 1 (um) transformador Elevador de 13,8 / 138 kV de 40/50/60 MVA; 2 (dois) transformadores auxiliares de 0,48 / 13,8 kV; subestação de 138 kV do tipo convencional; sistema de ar comprimido; sistema de proteção e combate à incêndios; sistema de efluentes. Incluindo edificações auxiliares tais como: portaria, edifício elétrico, edifício administrativo, almoxarifado e vias de acesso.

## Serviços prestados
Projeto de concepção e dimensionamento dos sistemas auxiliares da Usina. Projeto básico civil e eletromecânico, incluindo elaboração das especificações técnicas para permitir a licitação dos equipamentos da Usina, da construção das obras civis e da montagem eletromecânica. Estudo e elaboração dos desenhos de arranjo da Usina incluindo futura expansão, elaboração dos fluxogramas de processo, elaboração dos desenhos de arquitetura das edificações além dos desenhos unifilares do sistema elétrico.